# Iago Herrerín
Iago Herrerín Buisán, né le 25 janvier 1988 à Bilbao, est un footballeur espagnol évoluant au poste de gardien de but à l'AEK Larnaca.

## Biographie
Né à Bilbao, Iago Herrerín intègre le centre de formation du grand club de la ville, l'Athletic Club. À 18 ans, il est envoyé au club-école du CD Baskonia puis est prêté au Barakaldo CF en janvier 2007. En 2007, il intègre le Bilbao Athletic, l'équipe réserve de son club formateur, qui évolue en Segunda División B (la troisième division espagnole). En juillet 2010, après trois ans en réserve, Herrerín décide de quitter le club et pour lancer sa carrière de footballeur. Il rejoint l'Atlético de Madrid où il reste cantonné à l'équipe réserve pendant deux nouvelles saisons.
Herrerín retourne en 2012 à l'Athletic Club, où il signe un contrat de deux ans avant d'être prêté pour une saison au CD Numancia, en Segunda División, où il réalise une saison entière comme titulaire. À son retour de prêt, Herrerín est intégré à l'effectif professionnel et prolonge son contrat. Le 23 août 2013 il joue son premier match en Liga contre le CA Osasuna (2-0). Il reste cependant le remplaçant de Gorka Iraizoz en championnat. Il gagne en temps de jeu avec les matchs de coupe. Son équipe atteint les quarts de finale de la Coupe du Roi en 2014, puis la finale en 2015,. En 2014-2015, il fait également ses débuts en Ligue Europa. En fin de saison, il prolonge son contrat jusqu'en 2017.
Le 30 novembre 2016, il est prêté au CD Leganés.
De retour de prêt à Bilbao à l'été 2017, il sera dans un premier temps remplaçant de Kepa avant de s'imposer comme titulaire lors de la saison 2018-2019. Mais lors de la saison 2019-2020, à la suite du départ d'Alex Remiro vers la Real Sociedad, il est dépassé par son jeune concurrent Unai Simón jugé plus rassurant à ce poste.
Libre en juillet 2021 il signe un contrat en Arabie saoudite et rejoint le club de Al-Raed.